# ワタナベエンターテインメント九州事業本部
ワタナベエンターテインメント九州事業本部（ワタナベエンターテインメントきゅうしゅうじぎょうほんぶ）は、福岡市中央区天神にある芸能事務所で、株式会社ワタナベエンターテインメントの九州地区における事業拠点。

## 概要
2006年に吉本興業福岡事務所（現吉本興業福岡支社）に次ぐ大手芸能事務所の地方拠点として設立。それまで東京で活動していたゴリけんやパラシュート部隊などが九州支部に異動したほか、九州地方でも所属タレントのスカウトを行っている。設立当初、初めに東京から派遣されてきたゴリけんの自宅住所が九州事務所の仮の事務所となっていたという。
また、当地のフジテレビ系列局であるテレビ西日本とも良好な関係を作っている。さらに、各局の福岡ローカルのバラエティ番組の出演では、ほぼ独占状態であった福岡吉本のタレントとも共演するなど、福岡吉本とは友好的な関係にある。
九州事業本部の所在地である天神第一ビル1Fにはワタナベエンターテイメントスクール福岡校も入居している。

## 所属タレント
※公式HP掲載順、2025年4月時点

### 男性
- ゴリけん
- パラシュート部隊
  - 斉藤優
  - 矢野ペペ
- 波田陽区
- えとう窓口（Wエンジン） - 東京本社より移籍。コンビおよび相方のチャンカワイは東京本社所属のままである。
- EE男 - 2015年活動休止。メンバーともにピン芸人としての活動を経た後、コンビでの活動を再開。
  - 山口たかし
  - 八島広樹（旧芸名：やっしー）
- ブルーリバー - 本社所属を経て復帰。
  - 青木淳也
  - 川原豪介
- そよかぜましお
- おほしんたろう
- ノボせもん なべ
- 土居上野
  - 土居祥平
  - 上野聖和
- チムニー
  - 岡村永遠
  - 原健太郎
- D兄さん
- カニクリームコロッケ
  - 綾部靖志
  - 永田大介
- スターゲイザ林
- 岩元駿介
- 中野勇助

### 女性
- えもとりえ
- 角野友紀
- とんこっちゃん・ふじ子
- 上杉あずさ
- 山下七子
- 村重マリア - 村重杏奈（元HKT48）の実の妹（次女）。
- 村重エリカ - 村重杏奈（元HKT48）の実の妹（三女）。
- 坂井汐梨
- 川口莉奈

## 元所属者

### 男性
- 古澤栄基
- 杉山裕之（我が家） - 現東京本社所属。
- 石井一成 - アスリート。ムエタイのプロ選手。現BOMスーパーフライ級王者。
- オインゴボインゴ
- 風犬ナンジャ
- テンパちゃん - 2010年にコンビ解散し、ともに芸能界引退。
  - 釘宮直樹 - 2017年、YouTuberとして活動開始。後にYouTubeチャンネルにて実崎との共演を果たしている。
  - 実崎弘太郎
- ハレルヤ緒方
- ガンネン
  - 田島将 - コンビ解散と同時に芸能界引退。
  - 大木聡士 - コンビ解散後の2020年1月からはピン芸人「サトシ」として活動するも、翌2021年1月に芸能界を引退。
- まーちん（元ノボせもん） - コンビ解散後と同時に芸能界を引退し、2020年9月に不動産会社へ就職。その後、2022年1月末に退社。
- つねまつ
- 九星隊 - 九州事業本部初の男性アイドルグループ。2017年結成、2021年5月解散。解散後もメンバー同士でSNSに登場したり、イベントで共演したりしている。
  - 山口託矢 - 退所。
  - 大池瑞樹 - 退所。BOYS AND MENの元メンバー。
  - 中村昌樹 - 芸能界引退。
  - 藪佑介 - 九星隊解散後は九州事業本部にてタレント活動を継続。2022年3月末日をもって退所。
- 立岡池敏 - 株式会社シャンリー代表取締役社長。料理人。
- かごしま太郎 - 現東京本社所属。
- 町田隼人 - 現在はフリーランスとして活動。
- マノン - 2024年3月末日をもって退所。活動の拠点を東京に移す。
  - 野村慶
  - ミノル

### 女性
- 宮島咲良 - 現東京本社所属。
- ミカエラ・ブレスウェート - 福岡市“カワイイ区”第2代区長（任期：2013年9月12日 - 2015年3月31日）。
- 香月亜耶乃 - 結婚を機に退所、芸能界引退。
- ムーベ - 2018年6月から2023年6月までは「春奈」名義で活動。
- 辻百合恵 - 退所後Lilly Officeを立ち上げ、ライバーとしても活動。
- 工藤采佳 - 活動の拠点を東京へ移し、WAKURABAへ移籍。
- 木村まこ
- 中島綾菜